# MPK Magyar Pénzügyi Közvetítő Zrt.
A Magyar Pénzügyi Közvetítő Zrt. (MPK Zrt.) egy magyarországi pénzügyi közvetítő vállalat, amely különféle pénzügyi szolgáltatások közvetítésére specializálódott. Az MPK Zrt. jelentős szereplő a magyar pénzügyi piacon, többek között hitelközvetítés, biztosítási közvetítés, befektetési szolgáltatások és pénzügyi tanácsadás terén.
A  2002-ben alapított cég az allfinanz pénzügyi rendszerre épül. Ennek lényege, hogy az ügyfél általános pénzügyi helyzetét méri fel, és a pénzpiac minden területét áttekintve keresi meg az ügyfél számára legelőnyösebb ajánlatot.
Egy 2017-es közlés szerint, a hazai  biztosításközvetítői piac harmadik legnagyobb szereplőjeként, a Magyar Pénzügyi Közvetítő (MPK) gyakorlatilag 2008 óta tartja stabilan az 1,55-1,76 milliárd forintos éves árbevételét. 

## Székhelye
1042 Budapest, Árpád út 40.

## Főbb jellemzői
- alapításának dátuma	2002.04.26.
- jegyzett tőkéje	132 000 000 HUF
- irodák száma: 25
- utolsó pénzügyi beszámoló dátuma:	2016.12.31.
- utolsó éves nettó árbevétel	1 785 737 000 HUF
- alkalmazottak létszáma 2017 áprilisban: 25[2]

## Tevékenységi köre
- Fő tevékenysége: 	Biztosítási ügynöki, brókeri tevékenység (6622) [2]

## Érdekeltségei
- MPK HITEL Pénzügyi Szolgáltató Zrt. résztulajdonosa (9%)[3]

## Kritikák
- Egyesek az állítják, hogy a cég multi-level marketing (MLM) vállalkozási formában foglalkoztatja munkatársait, akik alvállalkozókként szerződnek a vállalattal, fix fizetést nem kapnak, csupán a megkötött üzletek után részesülnek jutalékban.[4]

- 2015-ben a Magyar Nemzeti Bank határozatban kötelezte az MPK Magyar Pénzügyi Közvetítő Zrt.-t a biztosításközvetítőkre vonatkozó jogszabályok betartására, az általa foglalkoztatott közvetítők felügyeleti nyilvántartásba vételére, és 32 millió forint bírsággal sújtotta a céget a feltárt jogsértések miatt.[5]

- 2022.02. 08-án a Magyar Nemzeti Bank  ismét 2.900.000.-Ft-ra büntette az Magyar Pénzügyi Közvetítő ZRT-t  a H-JÉ-II.-B-12/2022 sz. határozatával az ügyfelek érdekeit kedvezőtlenül érintő összeférhetetlenség és ösztönzési rendszerrel kapcsolatosan.az-mnb-elvarja-hogy-a-kozvetitok-kizarolag-az-ugyfeligenyek-alapjan-a-javadalmazastol-fuggetlenul-ajanljak-a-biztositasokat. https://www.mnb.hu/sajtoszoba/sajtokozlemenyek/2022-evi-sajtokozlemenyek/az-mnb-elvarja-hogy-a-kozvetitok-kizarolag-az-ugyfeligenyek-alapjan-a-javadalmazastol-fuggetlenul-ajanljak-a-biztositasokat

## Külső hivatkozások
- Hivatalos oldal
- http://www.gvh.hu/dontesek/versenyhivatali_dontesek/dontesek_2007/7659_hu_vj-110200762.html Archiválva 2017. április 25-i dátummal a Wayback Machine-ben